# Заломка
Заломка је ријека понорница у Невесињском пољу, југоисточна Босна и Херцеговина.
Извире код Гатачког поља, а у горњем току се назива и Ђеропе. Заломка протиче кроз Невесињско поље и понире у многобројним понорима од којих је највећи у Биограду. Током сушног периода Заломка пресуши, док је у влажном, кишном периоду она богатија водом. Дио вода које пониру у Невесињском пољу јављају се на врелу Буне, а онај дио вода који понире у понору Биоград директно иде у врело Бунице. Порјечје Заломке, односно Невесињског поља, представља тектонску депресију која је ограничена планинским вијенцима различитих висина. Јужна половина порјечја окружена је релативно ниским планинама, док на сјеверозападу граничи с планином Вележ, на сјевероистоку с планином Црвањ и висоравни Морине, а на југоистоки планинама Бјелашницом и Бабом. Границе порјечја врло је тешко одредити у кршу због испуцалости вапненачких стијена које одводе воду у кршко подземље. Дуго времена је једни мост преко ријеке био Овчији брод.